# Municipio 3 Steele Creek
El municipio 3 Steele Creek (en inglés: Township 3, Steele Creek) es un municipio ubicado en el  condado de Mecklenburg en el estado estadounidense de Carolina del Norte. En el año 2010 tenía una población de 8.831 habitantes.

## Geografía
El municipio 3 Steele Creek se encuentra ubicado en las coordenadas 35°6′46.91″N 81°0′37.93″O / 35.1130306, -81.0105361.